# Lepidodeuterammina
Lepidodeuterammina es un género de foraminífero bentónico de la subfamilia Polystomammininae, de la familia Trochamminidae, de la superfamilia Trochamminoidea, del suborden Trochamminina, y del orden Trochamminida. Su especie tipo es Rotalina ochracea. Su rango cronoestratigráfico abarca el Holoceno.

## Discusión
Clasificaciones previas incluían Lepidodeuterammina en el suborden Textulariina del orden Textulariida. Otras clasificaciones lo han incluido en el orden Lituolida.

## Clasificación
Lepidodeuterammina incluye a las siguientes especies:
- Lepidodeuterammina celtica
- Lepidodeuterammina diasbritoi
- Lepidodeuterammina eddystonensis
- Lepidodeuterammina mourai
- Lepidodeuterammina ochracea
- Lepidodeuterammina parva
- Lepidodeuterammina plana
- Lepidodeuterammina williamsoni

Otra especie considerada en Lepidodeuterammina es:
- Lepidodeuterammina celtica, de posición genérica incierta
- Lepidodeuterammina plymouthensis, aceptado como Deuterammina plymouthensis